# 雲居山志
《雲居山志》為民國岑學呂所重編雲居山志書，內容共20卷，全書約共七萬餘字。。

## 編撰歷史
- 雲居之有志書，始於清康熙年間，燕雷元鵬主修，元鵬於「緣起」識言：「鵬忝繼席，匡領之暇，苦心搜採，積之十年。捃實詮次，薄成卷次，非敢上侔撰輯。聊綜古今著述之萬一，以存名山形勝、先哲風規云爾。」
- 清代熊維典舊序云：「《雲居山志》顓愚師嘗欲為之……晦山師又欲為之……又弗果。今燕雷師卓錫是山，始克為之，志成見委以序。」
- 岑學呂將元鵬和尚所編舊版考定重新編輯，略加增補，再版流通。虛雲老和尚於《雲居山志重修流通序》中云：「志板久燬，書冊亦絕。後於蘇州訪得殘本，漫漶殊甚，乃屬岑學呂居士考訂重輯之，略有增刪。緣舊日志書，係清代康熙初年編纂，其中文移產業，代遠年湮，久歷變更，酌為刪去，其餘悉依舊本，以傳其真，亟事流通，免再湮滅……佛曆二千九百八十六年歲次己亥孟夏釋虛雲序  時年一百二十」

## 內容架構

### 內要大要
- 卷一敘述雲居山地理環境，卷二為寺院所創建殿堂，卷三為54位歷代住持真如寺禪師生平簡要史傳，卷四為歷代過化參訪雲居山之高僧24位，卷五為記載雲居山過往事蹟與祖師塔院，卷六到卷二十收錄與雲居山有關的文集，有詩詞、書簡、銘記、序錄等。

### 各卷架構單元
卷首：山圖、序、緣起

卷一：山水─山、湖、峰、潭、城、溪、嶺、坳、石、泉、塘、窩、塢、坑、街、坪、洞

卷二：創建─殿、堂、樓閣、墻、橋、坊、關、亭、寺院、壇廟

卷三：住持

卷四：過化

卷五：事蹟、塔院

卷六：勒翰、藝文

卷七：寺記

卷八：錄序

卷九：啟

卷十：疏

卷十一：銘

卷十二：賦

卷十三：書問

卷十四：詩

卷十五：詩

卷十六：集景詩

卷十七：集景詩、歌、詞

卷十八：贊、跋

卷十九：雜錄

卷二十：事略

## 雲居山背景
- 雲居山，位於江西九江市永修縣西南部，為幕阜山脈之餘脈。東起南潯公路(國道105)，西抵武寧瓜源，南至周田，北臨修河。地域總面積約三百平方公里。因以此山「山勢雄偉高峨，常為雲霧所抱」而名。
- 唐元和三年（808），道容禪師開山，至今有一千一百多年，為歷代祖師最盛道場，住持或過化高僧，不計其數。

## 版本
- 《雲居山志》，民國岑學呂編，共20卷，民國年間香港排印本。

## 出版
- 《雲居山志》重編後，初由香港佛經流通處與志蓮淨苑於1959年9月聯合出版，為虛公圓寂前一個月，虛公得見所鑑定之道場方志出版。
- 本書以上述版本，再次收在《中國佛寺史志彙刊》，（1980），第二輯，第15冊，台北：明文書局印行。

## 引用資料
民國岑學呂編，《雲居山志》，卷首，頁37-43。 

## 外部連結
- 名山古剎《中國佛寺志》數位典藏
- 呂沛銘〈《雲居山志》簡介—— 虛雲和尚鑑定的道場方志〉，收於《香港佛教》，第604期
- 雲居山佛教 （页面存档备份，存于）
- 雲居山塔院巡禮